# Can Rosés (Tiana)
Can Rosés és una masia de Tiana (Maresme) protegida com a bé cultural d'interès local.

## Descripció
És un edifici civil, una masia avui dia integrada dins un àmbit urbà. De planta basilical, està formada per uns baixos, un pis i un cos central més elevat que forma les golfes, cobert per una teulada a dues vessants. A les golfes destaquen tres obertures d'arc de mig punt. El portal principal està format per carreus de pedra. Tot el conjunt età envoltat per un ampli jardí.

## Història
En una pedra original de l'edifici i que avui es troba al jardí, hi ha la data de 1759 gravada.